# Naoki Hyakuta
Naoki Hyakuta (百田 尚樹, Hyakuta Naoki, né le 23 février 1956 dans l'arrondissement Higashiyodogawa-ku d'Osaka) est un écrivain japonais.
Il est généralement considéré comme une figure d'extrême-droite et est bien connu pour ses commentaires révisionnistes sur les crimes du Japon avant et pendant la Seconde Guerre mondiale. Il est particulièrement connu pour son roman de 2006, Zéro pour l'éternité, adapté au cinéma en 2013 (Kamikaze, le dernier assaut), sa période controversée comme gouverneur de la NHK et ses commentaires nationalistes niant l'existence du massacre de Nankin. Il fonde en 2023 le Parti conservateur du Japon, un parti nationaliste et traditionaliste.
Plusieurs des livres de Hyakuta ont été adaptés au cinéma, comme Bokkusu et Monsuta.

## Zéro pour l'éternité

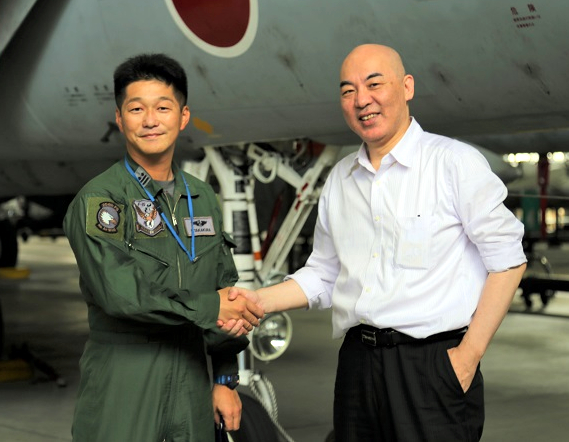
Hyakuta sur la base de la Force aérienne d'autodéfense japonaise de Naha le 29 octobre 2017.

Le roman de Hyakuta, Zéro pour l'éternité, publié en 2006, est devenu un best-seller, avec 4 millions d'exemplaires vendus. Il raconte l'histoire d'un jeune pilote, Miyabe Kyuzo, qui refuse de mourir pour son pays pendant la seconde guerre mondiale, par amour pour son épouse, qu'il veut revoir. Le roman a été adapté au cinéma en 2013 (Kamikaze, le dernier assaut). Le film a été critiqué par le célèbre directeur du Studio Ghibli, Hayao Miyazaki, selon qui cette "histoire de pilote de guerre kamikaze basée sur un récit de guerre fictif" ne pouvait être qu'un « tissu de mensonges », ce qui a conduit Hyakuta à hasarder que Miyazaki « n'était pas bien dans sa tête ». Selon The Japan Times, "le livre ne glorifie pas la guerre", la structure du récit basé sur des témoignages "donnant à entendre toutes les opinions, du pacifisme au bellicisme" .

## Gouverneur de la NHK
En 2013, Hyakuta  a été choisi par le premier ministre Shinzō Abe pour être un des 12 gouverneurs du groupe audiovisuel public, la NHK. Cette nomination suivait la victoire du Parti libéral-démocrate d'Abe aux élections législatives de décembre 2012. Hyukata avait soutenu Abe dans son effort pour reprendre le contrôle du parti l'année précédente. Son choix comme gouverneur a suscité des critiques, mais le parlement a néanmoins approuvé sa nomination en novembre 2013,. Sa négation du massacre de Nankin a soulevé une longue controverse, lorsque son discours en faveur de la candidature de Toshio Tamogami (en) comme gouverneur de Tokyo en 2014 a remis en lumière ses opinions d'extrême-droite,. Il a démissionné du bureau des gouverneurs de la NHK en 2015.

## Points de vue historiques

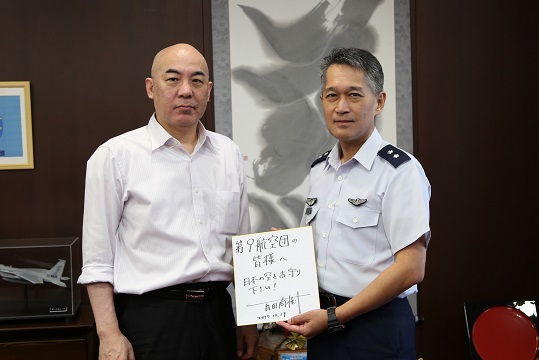
Hyakuta sur la base de la Force aérienne d'autodéfense japonaise de Naha le 29 octobre 2017.

Le 3 mars 2014, lors d'un discours de soutien de la candidature de Toshio Tamogami (en) comme gouverneur de Tokyo, Hyakuta a affirmé que le massacre de Nankin « n'avait jamais eu lieu » et que les procès de Tokyo étaient un montage pour dissimuler les crimes de guerre américains comme les bombardements incendiaires et les bombardements atomiques d'Hiroshima et de Nagasaki. Il a aussi déclaré qu'il ne voyait pas l'utilité d'apprendre des choses pareilles aux enfants, au lieu de leur apprendre quel grand pays est le Japon. Il a déclaré que les poursuites engagés lors des procès de Tokyo au sujet du massacre de Nankin ne l'avaient été que pour dissimuler les crimes commis par les États-Unis. Un attaché de presse de l'ambassade américaine à Tokyo a qualifié les opinions d'Hyakuta d'« absurdes »,.
En 2014, il a déclaré en tant que gouverneur de la NHK qu'il était faux de dire que des Coréens avaient été emmenés de force au Japon durant la colonisation japonaise de leur pays.

## Poursuites en diffamation
Hyakuta a publié en 2014 un livre à la mémoire de son ami récemment décédé, le présentateur de radio et de télévision Yashiki Takajin, Jun'ai. Écrit comme un reportage, ce livre présente la fille et le manager de Takajin comme des personnalités insensibles et cruelles qui l'ont abandonné lors de ses derniers jours. Tous deux ont attaqué Hyakuta en justice pour calomnie. Celui-ci s'est défendu en disant que bien que les noms de personnes soient réels, il s'agissait d'une œuvre de fiction. Il s'y est beaucoup appuyé sur des entretiens sans recul critique avec la veuve de Takajin et n'a pas mentionné sa bigamie dans son livre, pour ne l'admettre que plus tard. Après de nombreux appels, la cour suprême du Japon a reconnu en décembre 2017 Hyakuta coupable de calomnie à l'égard de la fille de Takajin et l'a condamné à lui verser 3,65 millions de yens à titre de compensation. En november 2018, la cour de district de Tokyo l'a également reconnu coupable de calomnie à l'égard du manager de Takajin et l'a condamné à payer une indemnité de 2,75 millions de yens et à lui faire des excuses écrites,.

## Plagiat
Son dernier livre, une histoire du Japon publiée en 2018, contient des déclarations fausses et des plagiats, notamment d'articles de wikipédia, ceux-ci plus tard admis par l'auteur lui-même.

## Parcours politique
Il fonde en 2023 le Parti conservateur du Japon, un parti d'extrême droite nationaliste et traditionaliste qui revendique l'héritage de l'ex-premier ministre Shinzo Abe.
Réputé misogyne, il affirme en novembre 2024 que la solution à la crise démographique du Japon serait d’interdire aux femmes d’aller à l’université, de leur interdire de se marier après 25 ans et de les obliger à se faire retirer l’utérus à 30 ans. Face au tollé provoqué par ses propos, il finit par s’excuser en arguant qu’il ne s’agissait que d’une « idée hypothétique ».